# 中华人民共和国第十三届学生运动会
中华人民共和国第十三届学生运动会于2017年9月4日至9月16日在浙江省杭州市举办，是中华人民共和国大学生运动会和中华人民共和国中学生运动会合并改革后举办的第一届全国学生运动会。9月3日晚，中共中央政治局委员、国务院副总理刘延东在黄龙体育馆宣布运动会开幕，中共浙江省委书记车俊、省长袁家军等省领导，教育部部长陈宝生出席并致辞。
本届赛事将大学组10个项目与中学组8个项目，以及大学甲组、大学乙组、中学组3个组别赛事联合编排。来自全国34个代表团共5966名运动员参加游泳、田径、篮球、足球、排球、乒乓球、健美操、武术、羽毛球、网球共10个大项、326个小项的角逐。在杭高校共招募了3134名志愿者提供志愿者服务。浙江省为此投入1.19亿元，改造提升了25个体育场馆、3058间宿舍、21个食堂，美化周边环境15万平米。

## 象征

### 会徽
会徽图案以本届运动会举办地浙江的简称“浙”字为设计核心创作构成元素，以书法的形式表达了浙江的文化特征，会徽从左至右代表了中学生和大学生群体形象，朝气蓬勃，富有运动感，并完美结合了“2017”（2017年）和“13”（第十三届）两个要素，其中“3”字代表钱塘江、西湖、舞动飘带等视觉元素，鲜明体现出浙江浓郁的地域特色和当代学生特点、体育运动文化内涵。

### 吉祥物
吉祥物“青春组合”以杭州市树“香樟”和市花“桂花”为创作原型，将樟树的坚韧挺拔与桂花的柔美芬芳组合，运用卡通的表现手法，塑造出一组具备自然美与艺术美的吉祥物形象。“青青”采用简洁的直线体现男性阳刚之美，“春春”以流畅的曲线体现女性优雅之美。

### 口号
励志奋进，奔竞不息

## 比赛日程与场地
各赛事由杭州的15所高校和7所中学承办，组建成立19个单项竞赛委员会。火炬塔位于杭州师范大学仓前校区，火炬塔将成为永久性建筑，作为本届学生运动会的文化遗产和杭师大的校园文化景观永久保留。
本届运动会设10个竞技体育项目326个小项，共产生奖牌987枚，其中金牌333枚，银牌322枚，铜牌332枚，有30人49次破35项赛会纪录。
游泳
- 中学组：9月5日—9月8日
- 大学组：9月10日—9月15日
- 比赛地点：浙江财经大学游泳馆

田径
- 中学组：9月4日—9月7日
- 大学组：9月10日—9月15日
- 比赛地点：杭州师范大学田径场、杭师大附属仓前中学田径场

篮球
- 大学组：男子组：9月7日—9月13日 (浙江大学体育馆)；女子组：9月7日—9月13日（浙江理工大学体育馆）
- 中学组：男子组：9月7日—9月13日（杭州电子科技大学体育馆）；女子组：9月7日—9月13日（浙江省杭州第四中学体育馆）

足球
- 大学组：男子组：9月7日—9月9日、9月11日—9月12日、9月14日—9月15日（浙江传媒学院、杭州电子科技大学体育馆）；女子组：9月6日—9月8日、9月10日—9月11日、9月13日—9月14日（中国计量大学、浙江理工大学体育场）
- 中学组：男子组：9月7日—9月9日、9月11日—9月12日、9月14日—9月15日（浙大城市学院、杭州源清中学体育场）；女子组：9月6日—9月8日、9月10日—9月11日、9月13日—9月14日（浙江省杭州学军中学、绿城育华体育场）

排球
- 大学组：男子组：9月8日—9月14日（浙江工业大学体育馆）；女子组：9月8日—9月14日（浙江外国语学院体育馆）
- 中学组：男子组：9月6日—9月12日（杭州外国语学校体育馆）；女子组：9月6日—9月12日（浙江大学附属中学体育馆）

乒乓球
- 大学组：9月9日—9月15日
- 中学组：9月9日—9月15日
- 比赛地点：浙江旅游职业学院体育馆

健美操
- 大学组：9月8日—9月10日
- 中学组：9月13日—9月15日
- 比赛地点：中国美院体育馆

武术
- 大学组：9月4日—9月8日
- 中学组：9月4日—9月8日
- 比赛地点：浙江中医药大学体育馆

羽毛球
- 大学组：9月8日—9月15日
- 比赛地点：浙江工商大学体育馆

网球
- 大学组：男子组：9月5日—9月8日、9月10日—9月13日；女子组：9月5日—9月8日、9月10日—9月13日
- 比赛地点：浙江大学、浙江交通职业技术学院网球场